# Thái Lập Thành

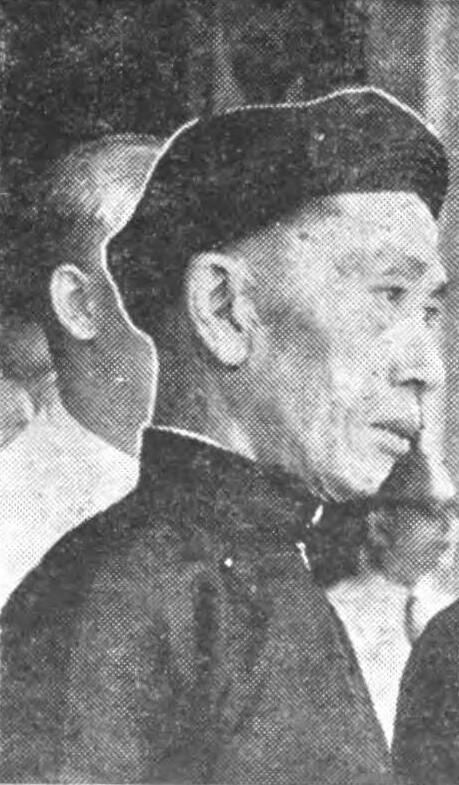
Ông Thái Lập Thành

Thái Lập Thành (1899-1951) là một nhân sĩ trí thức, chính khách Việt Nam. Ông từng là một viên chức trong chính quyền thuộc địa, hàm Đốc phủ sứ, nguyên Tổng trấn Nam phần kiêm Đô trưởng Sài Gòn. Tuy là một nhân sĩ hoạt động bí mật cho Việt Minh, nhưng oái ăm thay, ông lại bị tử thương trong một vụ ném bom, chính do Việt Minh, qua một đội viên cảm tử, nhằm ám sát tướng Pháp Charles Marie Chanson.

## Xuất thân và làm viên chức thuộc địa
Ông sinh năm Kỷ Hợi (1899) tại Bạc Liêu, xuất thân trong một gia đình điền chủ giàu có theo đạo Phật. Thuở nhỏ, ông từng theo học bậc Trung học tại trường Collège de My Tho trước khi lên Sài Gòn theo học tại Collège Chasseloup-Laubat và tốt nghiệp tại đây.
Sau khi tốt nghiệp Trung học, ông nhập ngạch hành chánh làm công chức cho chính quyền thuộc địa, từng làm chủ quận ở các tỉnh Nam Bộ. Có thể ông đã gia nhập đạo Cao Đài thời gian này.
Năm 1943, ông về làm việc ở Dinh Thống đốc Nam Kỳ, thăng đến ngạch Đốc phủ sứ.

## Nhiệm chức Thủ hiến và cái chết bất ngờ
Năm 1945, khi Việt Minh giành được chính quyền, ông về quê cũ ở Bạc Liêu để ẩn cư. Sau khi người Pháp tái chiếm được Nam Bộ, để tranh thủ nhân tâm, đã cho thành lập chính phủ Nam Kỳ quốc và giao một số chức vụ hành chính cao cấp cho người Việt nắm giữ. Do thái độ không hợp tác với Việt Minh, cũng như quá khứ công chức thuộc địa, ông được bổ nhiệm làm Tỉnh trưởng tỉnh Gò Công.
Sau khi Quốc gia Việt Nam được thành lập, ông được cử làm Tổng trấn Nam phần kiêm Đô trưởng Sài Gòn.
Ngày 31 tháng 7 năm 1951 trên đường đi công vụ cùng tướng Pháp Chanson, ông bị tử thương tại thị xã Sa Đéc do người của Việt Minh ném lựu đạn.
Trước năm 1975 có ba con đường mang tên Thái Lập Thành, một đường ở Saigon sau năm 1975 đổi thành đường Đông Du, một đường ở Gia Định sau năm 1975 đổi thành đường Phan Xích Long, một đường ở Bạc Liêu sau năm 1975 đổi thành đường Điện Biên Phủ.Ở Gò Công, trước năm 1975,cũng có đường Thái Lập Thành và trường tiểu học Thái lập Thành (gần nhà đèn).